# Militärflugplatz Florennes

i8
i11
i13
Die Base aérienne de Florennes (ICAO-Code: EBFS) ist ein Militärflugplatz der belgischen Luftkomponente. Die Basis liegt in der Region Wallonien in der Provinz Namur bei Florennes. Sie ist neben Kleine Brogel einer von zwei Kampfflugzeugstützpunkten Belgiens.

## Geschichte
Während des Zweiten Weltkrieges gab es zwischen St. Trond und Laon keinen Flugplatz, den die deutsche Luftwaffe hätte nutzen können. Daher errichtete die Organisation Todt bei Florennes einen neuen Fliegerhorst, der 1942 in Betrieb genommen wurde. Der neue Fliegerhorst erhielt bis Mitte des Jahres 1943 insgesamt drei Start- und Landebahnen.
Zwischen September 1942 und August 1944 lag hier zur Abwehr von Angriffen des RAF Bomber Command die I. Gruppe des Nachtjagdgeschwader 4 (I./NJG 4). Hier lagen bis zu drei Staffeln, die mit Bf 110, der Do 217 und der Ju 88 ausgerüstet waren. Hinzu kam zwischen November 1943 und April 1944 eine Staffel Tagjäger FW 190 zur Abwehr von Bombenangriffen der 8. US-Luftflotte.
Im April 1944 kam es zu ersten Bombardierung durch die USAAF und nach Einnahme der Gegend durch die US-Armee Anfang September 1944 wurde Advanced Landing Ground ALG A-78, so der alliierte Codename des Flugplatzes, wurde er durch die USAAF zwischen Oktober 1944 und September 1945 als Basis von Jagd- und leichten Bombergruppen weitergenutzt.

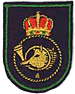
2. Wing

Nach dem Krieg wurde Beauvechain im Herbst 1947 Heimatstützpunkt der beiden Spitfire XIV-Staffeln des 161. Geschwaders (161. Wing), der 1. und der 2. Staffel, das Geschwader wurde im Februar 1948 in 2. Wing umbenannt. Zwischen 1950 und 1960 gehörte auch noch die 3. Staffel zum Geschwader.

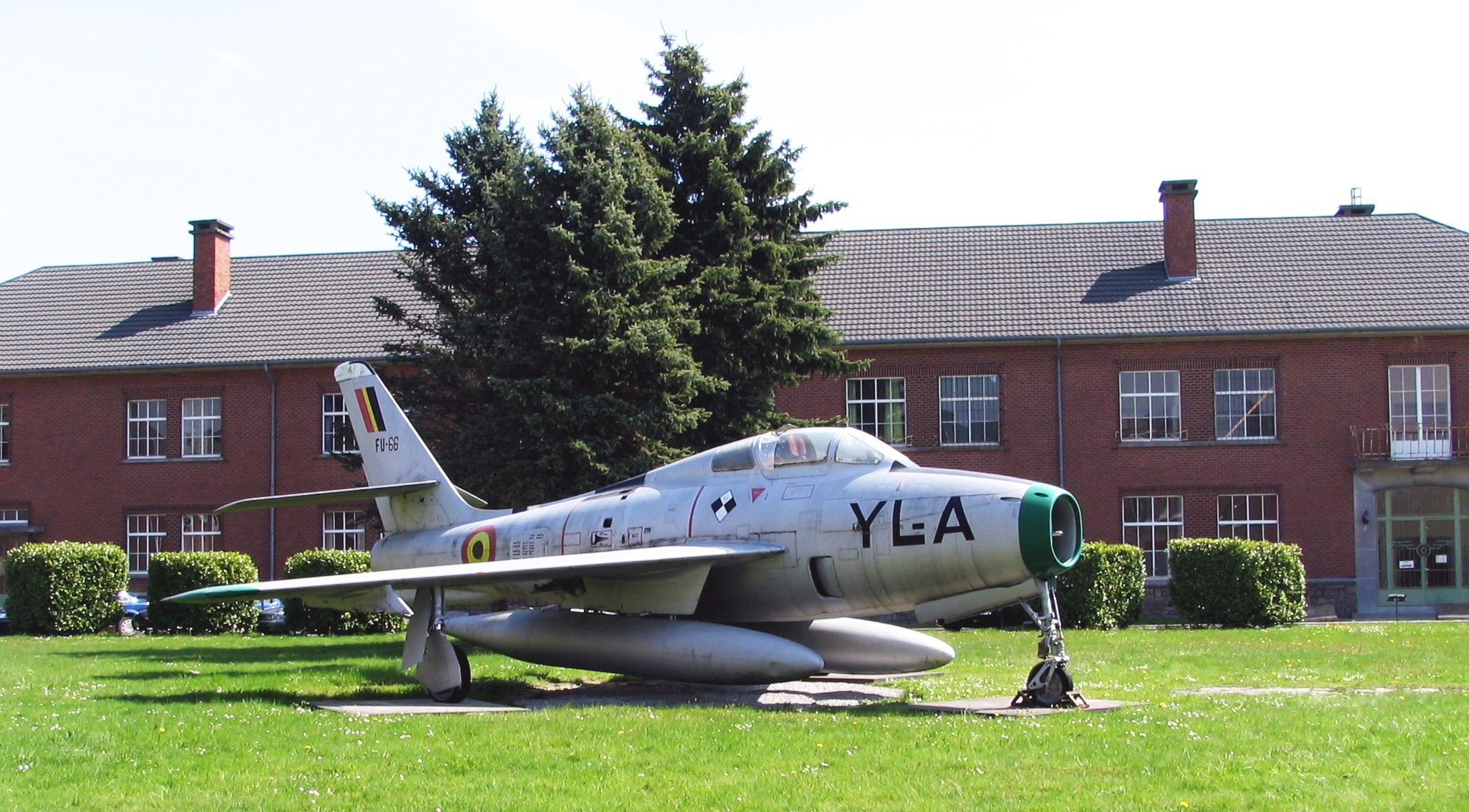
F-84F Thunderjet, Florennes, 2006

Der Beginn des Betriebs von Düsenjägern in Form der F-84E/G begann im Juni 1951 und 1955 trafen die ersten F-84F ein.
Im Jahre 1971 kam die mit Mirage 5 BR Aufklärern ausgerüstete 42. Staffel anstelle der 1. Staffel zum Geschwader, sie bestand bis 1993. Die 2. Staffel flog ebenfalls die Mirage 5.

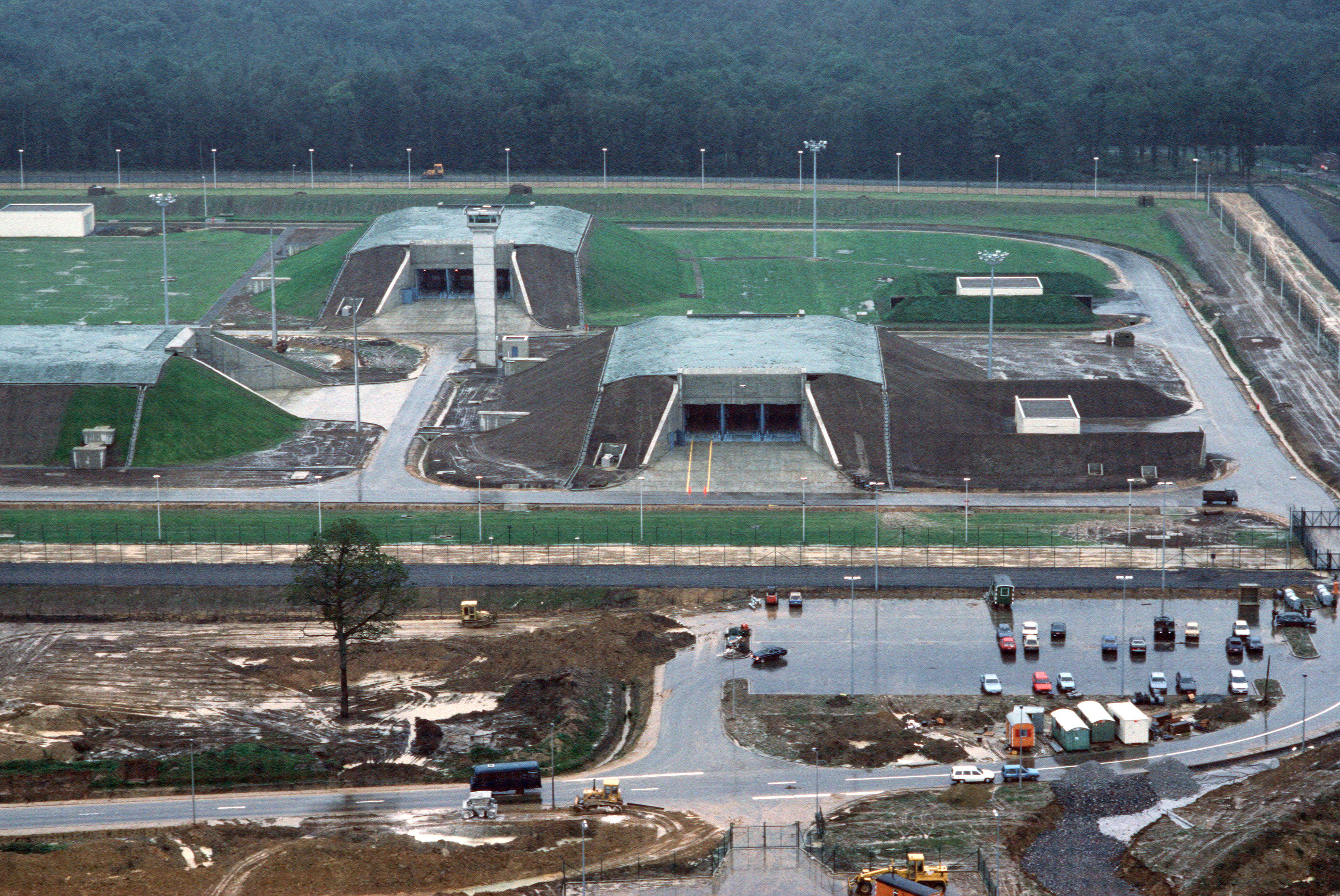
Die GLCM Alert and Maintenance Area (GAMA) mit den drei Ready Storage Shelter (RSS) für 48 BGM-109G Gryphon-Marschflugkörper

Kurz vor Ende des Kalten Krieges kam es zwischen 1984 und 1985 zur Stationierung von BGM-109G Gryphon-Marschflugkörpern, wozu das 485th Tactical Missile Wing (485th TMW) durch die United States Air Force aufgestellt worden war.
Die 2. Staffel des 1. Geschwaders rüstete ab Ende 1988 als erstes auf die F-16A/B um, und im folgenden Jahr kam die 1. Staffel aus Bierset zurück. Im gleichen Jahr kam es zur Einrichtung des Tactical Leadership Programmes (TLP) der NATO. Die 350. Staffel stieß 1996 neu zum 1. Geschwader und die 2. Staffel wurde im Jahr 2001 aufgelöst. 
Anfang des 21. Jahrhunderts startete der Betrieb unbemannter Drohnen bei der 80. Unbemannte-Luftfahrzeug-Staffel, die seinerzeit mit RQ-5B Hunter ausgerüstet war. Die 80. UAV Squadron wurde 2020 deaktiviert.
Nach 20 Jahren in Florennes verlegte das TLP im Jahr 2009 nach Albacete.
Im Hinblick auf die 2018 bestellten F-35A, begann 2023 der hierzu notwendige Ausbau. Hierzu gehören der Komplex für Einsatzplanung mit Trainingszentrum, ein besonders geschützter Bereich, und weitere Bereiche für die technische Unterstützung der Luftfahrzeuge, Verwaltung und eine neue Flightline.

## Heutige Nutzung

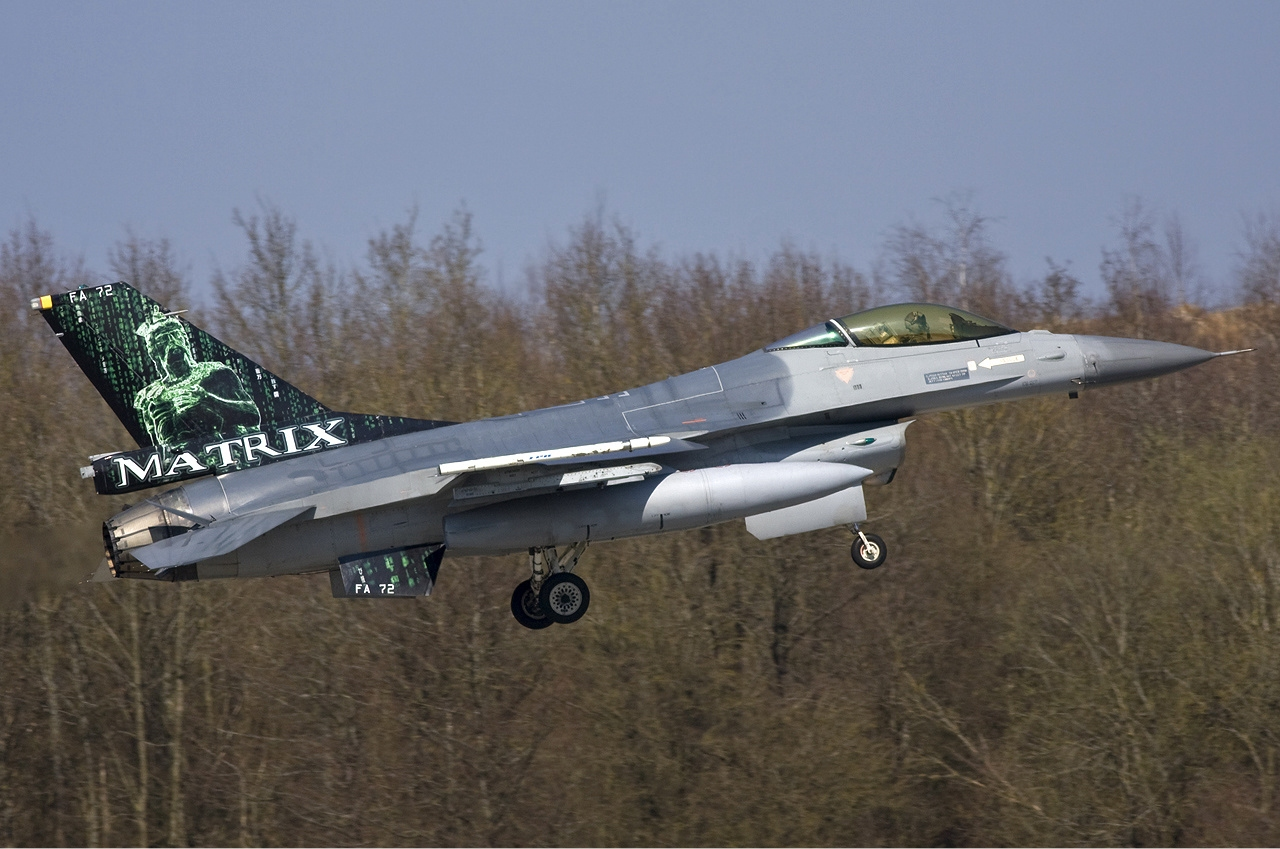
F-16AM Fighting Falcon, Florennes, 2009

Die Basis beherbergt zurzeit (2025) folgende Verbände:
- 2. Taktisches Geschwader (2. Wing Tactique), ausgerüstet mit zwei Staffeln, der 1. Staffel, ausgerüstet mit F-35A (ab 2025[3]) und der 350. Staffel mit F-16A/B MLU (seit 1989)
- 80. Unbemannte-Luftfahrzeug-Staffel (80. UAV Squadron) ausgerüstet mit RQ-5B Hunter (ab 2002/2003)